# Југослав Костић
Југослав Костић (Рудине, код Звечана, 19. фебруар 1939) био је друштвено-политички радник САП Војводине и СФР Југославије и дипломата СР Југославије.

## Биографија
Рођен је 19. фебруара 1939. године у селу Рудинe, код Звечана. Основну школу завршио је у Бањској, а гимназију у Косовској Митровици. Пољопривредни факултет завршио је у Београду. 
Након завршеног факултета радио је Пољопривредно-индустријском комбинату „Сирмијум” у Сремској Митровици. Од 1976. до 1986. био је члан Извршног већа Скупштине општине Стара Пазова, а од 1986. председник Скупштине општине Стара Пазова. Након „антибирократске револуције” у Војводини, октобра 1988. изабран је за председника Председништва САП Војводине. 
Од децембра 1990, пре него што је Драгутин Зеленовић, делегат АП Војводине у Председништву СФРЈ, изабран за председника Владе Србије, Костић је постао в.д. члан Председништва СФРЈ. За редовног члана Председништва СФРЈ, испред АП Војводине, изабран је 16. маја 1991. године. Од октобра 1991. до јуна 1992. био је члан тзв. „крњег Председништва”, које су сачињавали само делегати из Србије, Црне Горе, Косова и Војводине.  
Након формирања Савезне Републике Југославије, од 11. јуна 1992. до 3. фебруара 1993. налазио се на дужности председника Већа грађана Савезне скупштине СРЈ. Од 25. априла 1997. до 9. августа 1999. био је председник Савезне владе за стамбена питања, а од августа 1999. амбасадор СР Југославије у Румунији. Пензионисан је 2001. године.